# 白海子镇
白海子镇，是中华人民共和国内蒙古自治区乌兰察布市集宁区下辖的一个乡镇级行政单位。

## 行政区划
白海子镇下辖以下地区：
红海子村、土城子村、黄土场村、白海子村、邓士村、泉玉林村、大河湾村、七苏木村、哈伊尔村、黄家村、小东号村、南洼村和南关家村。